# 문화초등학교
문화초등학교는 대한민국 경기도 고양시 일산서구에 있는 공립 초등학교이다.

## 연혁
- 1993년 4월 6일 문화국민학교 설립 인가
- 1994년 4월 25일 문화국민학교 교사 준공
- 1996년 3월 1일 문화초등학교로 개명